# Candara
Candara是一種無襯線字體，為字型設計師Gary Munch為微軟所開發，附帶於Windows Vista中發行。

## 外部連結
- Windows Vista字型